# Явори (Поморське воєводство)
Явори (пол. Jawory, нім. Gaffert) — село в Польщі, у гміні Дембниця-Кашубська Слупського повіту Поморського воєводства.
Населення — 150 осіб (2011).
У 1975-1998 роках село належало до Слупського воєводства.

## Демографія
Демографічна структура станом на 31 березня 2011 року:
|          | Загалом | Допрацездатний вік | Працездатний вік | Постпрацездатний вік |
| -------- | ------- | ------------------ | ---------------- | -------------------- |
| Чоловіки | 83      | 19                 | 57               | 7                    |
| Жінки    | 67      | 17                 | 37               | 13                   |
| Разом    | 150     | 36                 | 94               | 20                   |